# Université de pédagogie de Cracovie

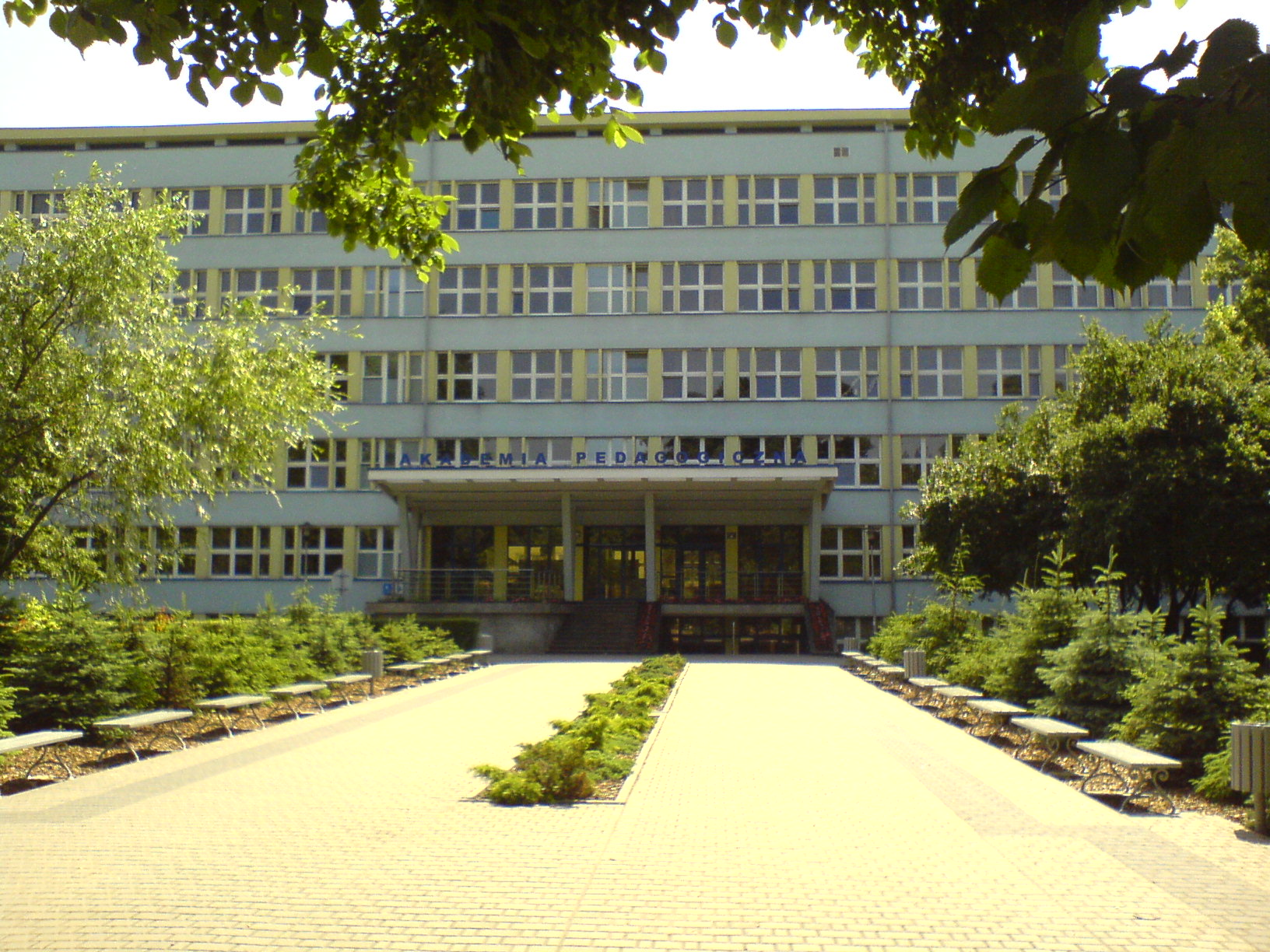
L'entrée de l'université de pédagogie de Cracovie

Pour les articles homonymes, voir École normale supérieure.
L'Université de pédagogie « Commission de l’Éducation nationale » de Cracovie (en polonais Uniwersytet Pedagogiczny im. Komisji Edukacji Narodowej w Krakowie généralement abrégé Uniwersytet Pedagogiczny - UP) est un établissement public d'enseignement supérieur et de recherche polonais créé en 1946 sous le nom d'École nationale supérieure de pédagogie (Państwowa Wyższa Szkoła Pedagogiczna, WSP) (souvent traduit en français comme École normale supérieure de Cracovie).

## Histoire
- 1946 - Création de l'École nationale supérieure de pédagogie de Cracovie
- 1954 - Reconnaissance comme établissement d'enseignement supérieur et de recherche
- 1973 - L'École nationale supérieure de pédagogie ajoute à son nom « Commission de l'éducation nationale », en souvenir de l'institution crée en 1773, considérée comme le premier ministère de l'Éducation d'Europe
- 1999 - Rebaptisée Académie de pédagogie « Commission de l’Éducation nationale » de Cracovie
- 2008 - Reçoit son nom actuel d'Université de pédagogie « Commission de l’Éducation nationale » de Cracovie

## Composition

### Faculté des sciences humaines
- Institut de philosophie et de sociologie
- Institut d'histoire
- Institut de sciences politiques

### Faculté de philologie
- Institut de philologie polonaise
- Institut d'information scientifique et bibliothéconomie
- Institut des langues vivantes

### Faculté d'éducation

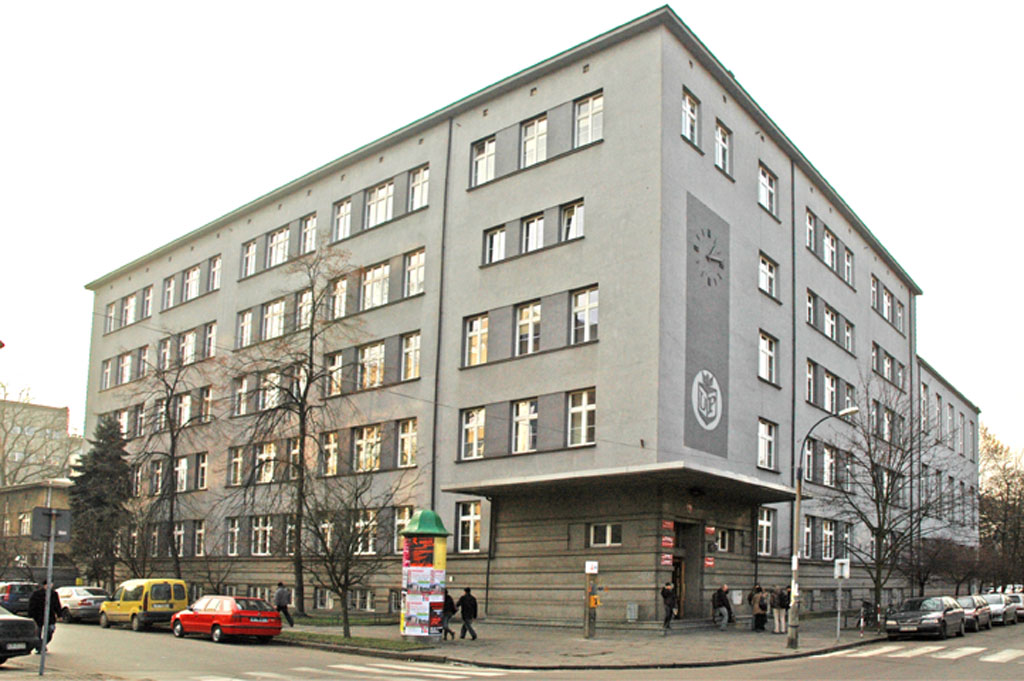
Le bâtiment de la faculté d'éducation situé 4 rue Ingardena à Cracovie

- Institut de sciences de l'éducation
- Institut de l'éducation préscolaire et scolaire

### Faculté de biologie et de géographie
- Institut de biologie
- Institut de géographie

### Faculté de mathématiques, physique et technologie
- Institut de mathématiques
- Institut de physique
- Institut de technologie
- Département d'informatique

### Faculté des arts
- Département de peinture, dessin et sculpture
- Département de design et d'infographisme
- Département de théorie de l'art et d'éducation artistique

## Doctorats honoris causa
Parmi les personnalités nommées docteurs honoris causa, on peut relever cinq francophones :
- Alain van Crugten (1997),
- Gaston Gross (1999),
- Edgar Morin (2008),
- Jacques Cortès (2010),
- Salah Mejri (2013)[4].

## Coopération internationale
L'UP a signé plusieurs conventions de coopération internationale, notamment avec :
- l'Université Paris-XIII[5] en partenariat avec les entreprises IBM et Capgemini sur le volet « master pro en traitement informatique et linguistique des documents écrits TILDE »[6].